# 关村坝站
关村坝站（站牌彝文写作ꇨꋂꀡ/guo ce bap），是成昆线上的一座铁路车站，位于四川省乐山市金口河区永和镇胜利村，建于1966年，目前为五等站，邮政编码为614700。车站目前办理客运业务，每日原有一对运行于峨眉与普雄间的5619/5620次列车停靠该站，据本站告示称，自2023年5月起，因两列车需在本站会车，故取消5620次在本站的乘降业务。不办理货运业务。
电影《观音山》中“观音山火车站”的取景地亦在本站。

## 车站结构
关村坝为中国第一个部分站场设置在隧道内的车站，车站站场正中一段位于关村坝车站隧道中，上行侧站场位于关村坝隧道内，下行侧则连接白熊沟隧道。成昆铁路电气化时车站在既有站场以北扩建一条到发线，到发线从位于关村坝隧道内的正线出岔后即位于新建的关村坝三线隧道内，在下行端出隧道并与既有正线汇合:97。

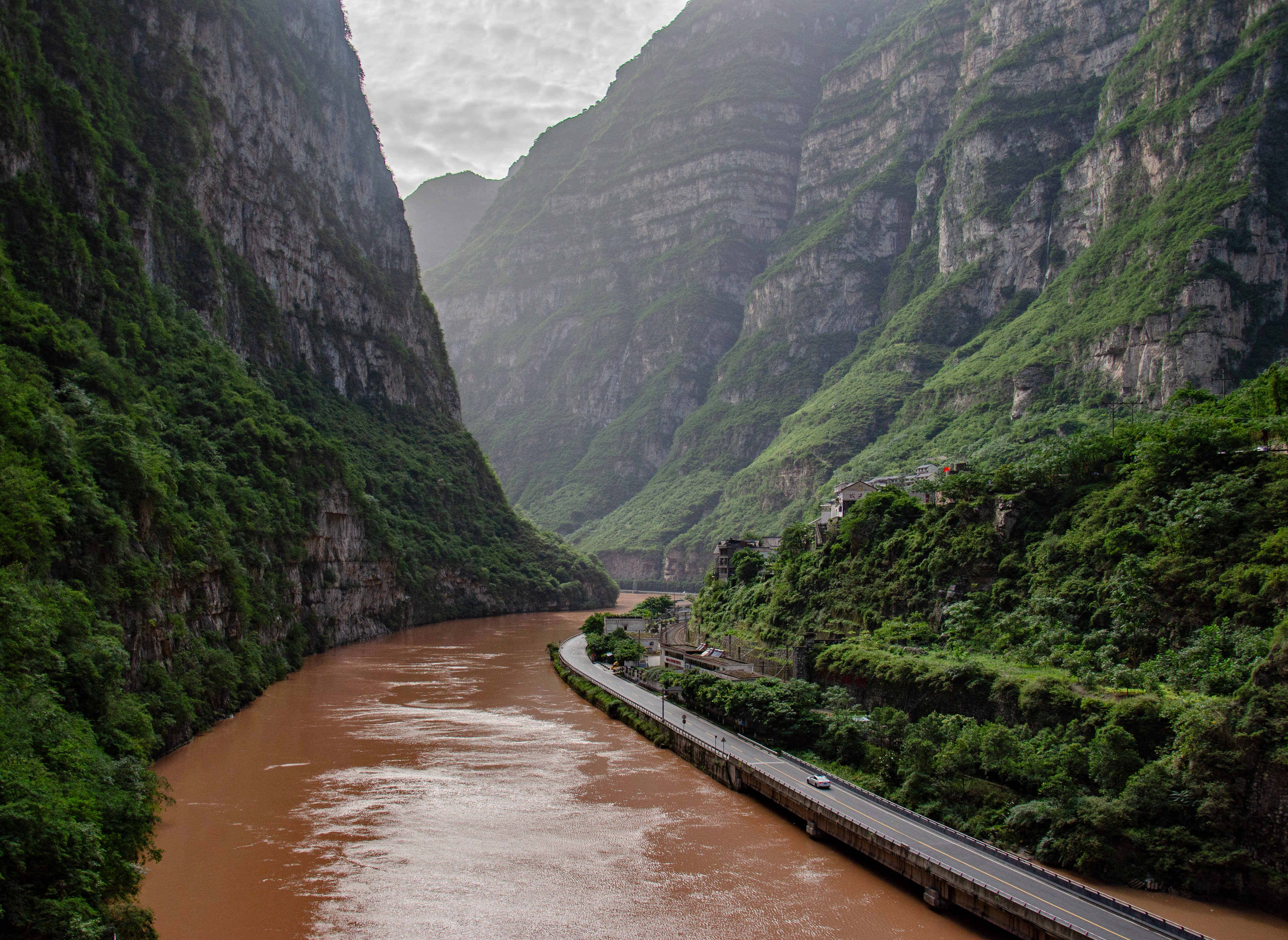
掩映于金口河大峡谷中的车站（2023年7月）
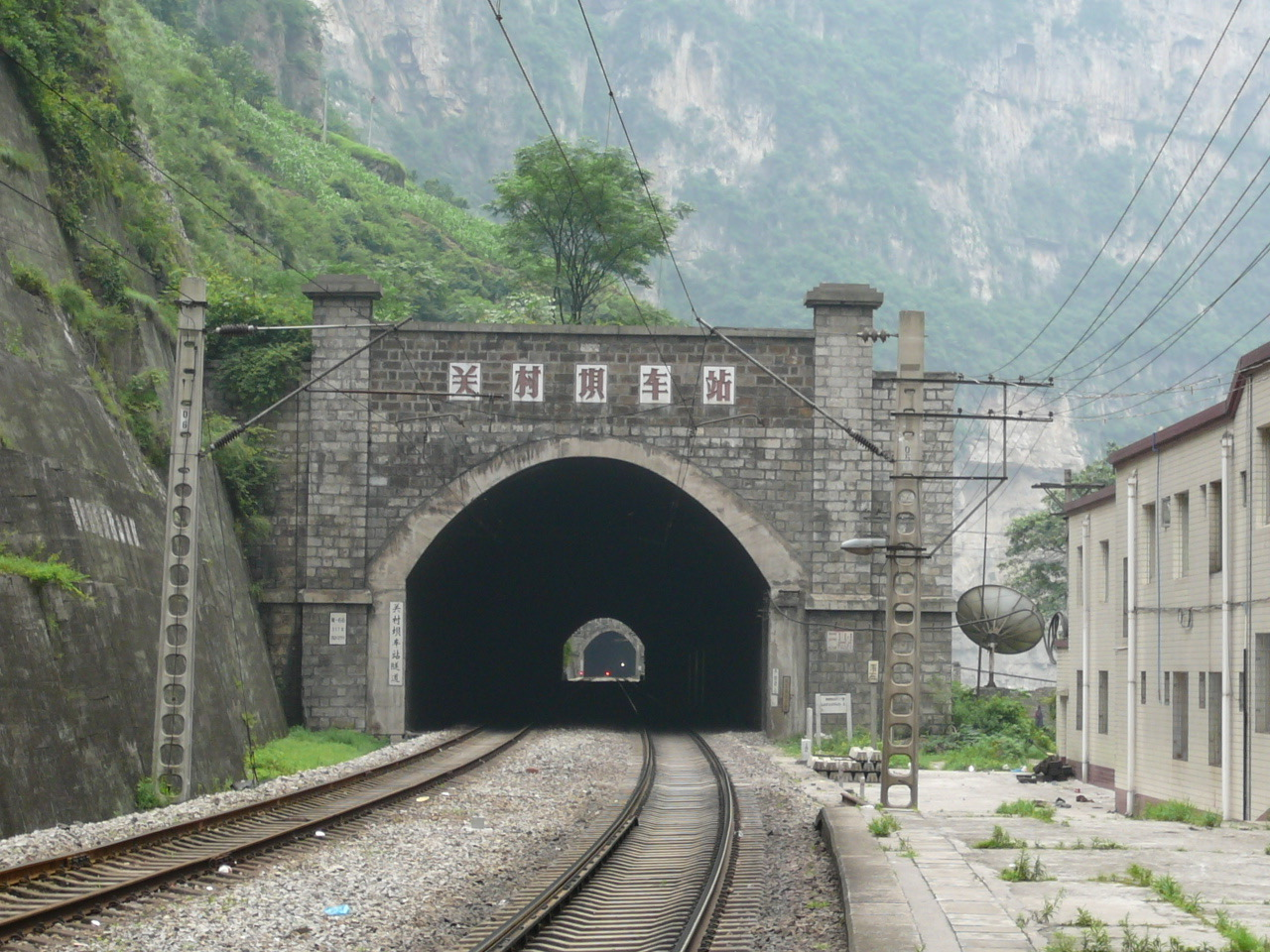
上行关村坝车站隧道
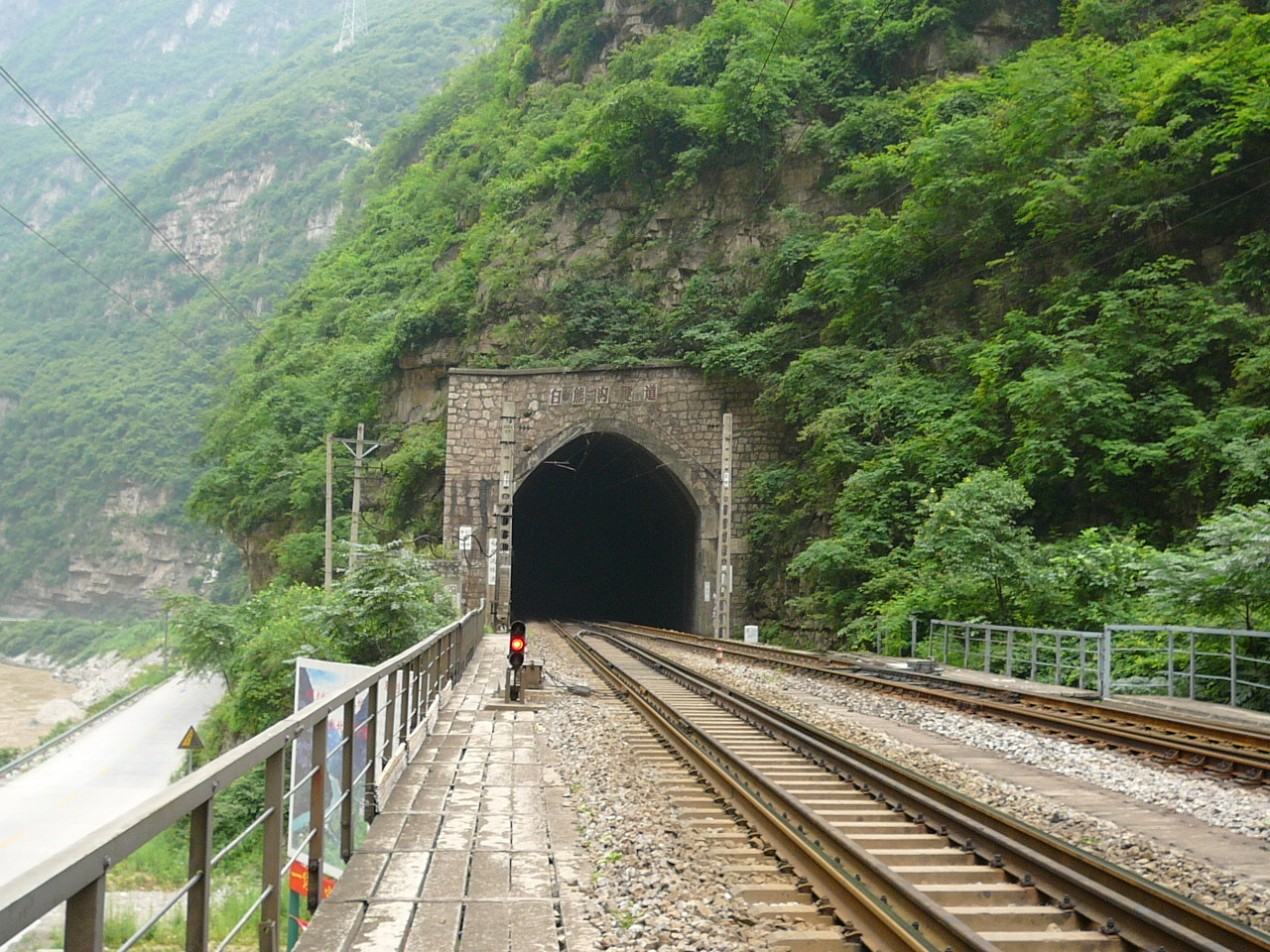
下行白熊沟隧道
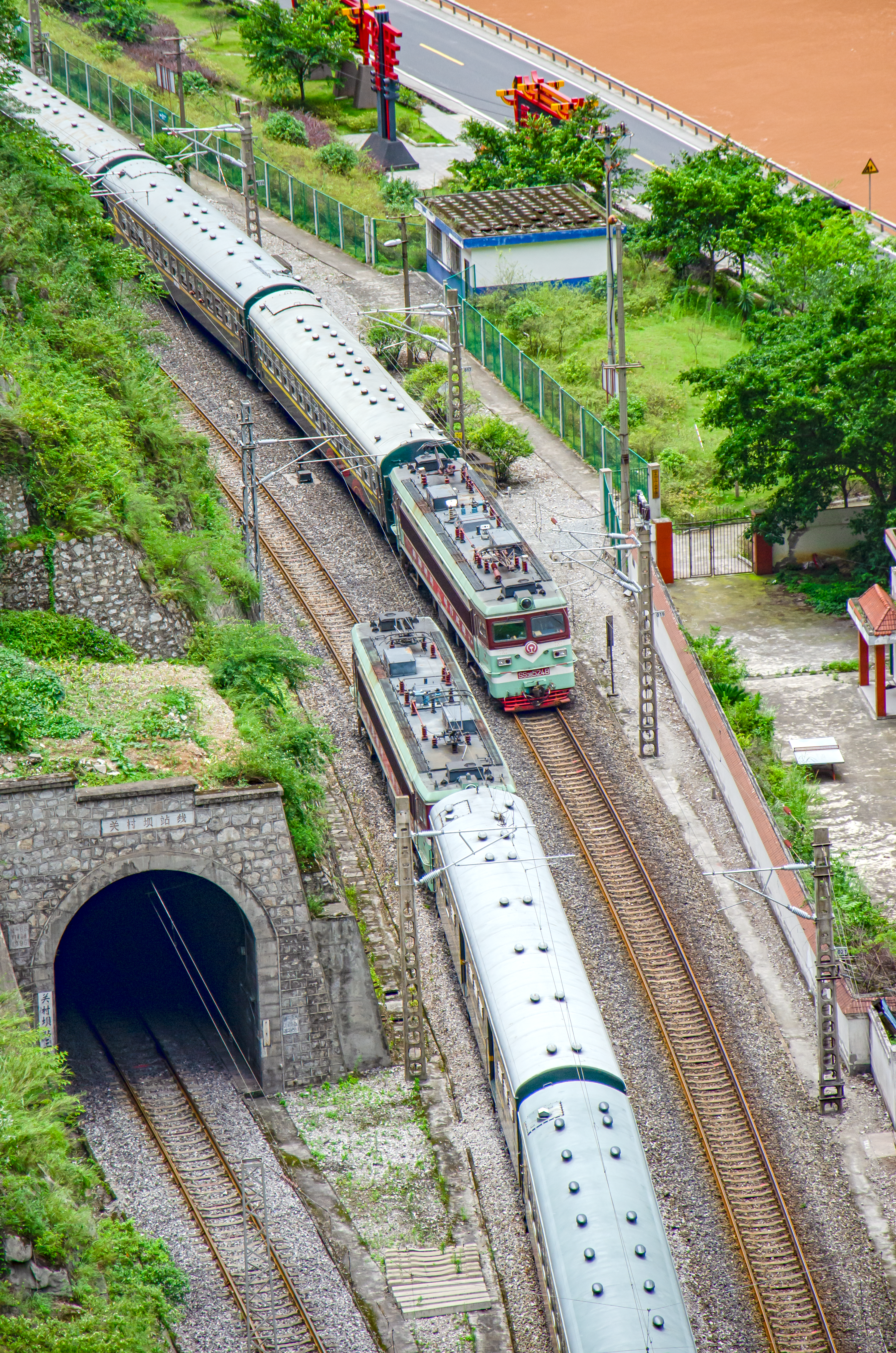
5619次与5620次会车，左侧为关村坝三线隧道
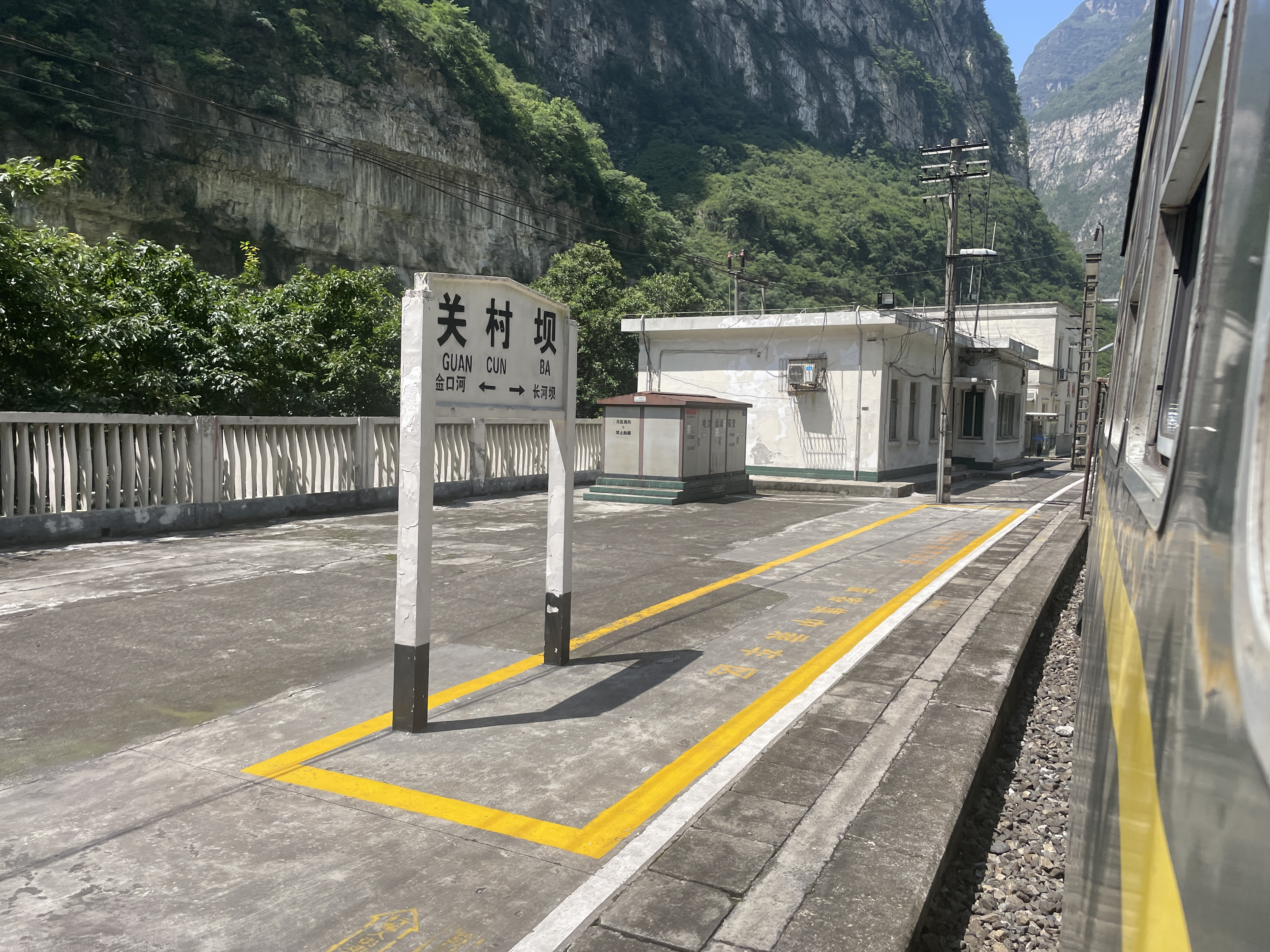
车站站台及站房（2023年9月）